# Lann Hornscheidt
Lann Hornscheidt   (Velbert, 1965) és una persona no-binària alemanya activa en els àmbits acadèmics dels estudis de gènere i la lingüística.

## Carrera
Va doctorar-se en la Universitat de Kiel. Del 2007 al 2016, va ensenyar Estudis de Gènere i Anàlisi del Llenguatge al Centre d'Estudis Transdisciplinaris de Gènere de la Universitat Humboldt de Berlín. Ha tingut càtedres i estades de recerca a les universitats d'Örebro, Lund, Turku, Uppsala, Graz, Innsbruck i Södertörn. Va rebre l'habilitació en lingüística escandinava a la mateixa Universitat Humboldt de Berlín el 2004 amb una tesi d'habilitació sobre la designació lingüística de les persones d'un punt de vista constructivista en el suec modern.

## Controvèrsies
Es van gestar una polèmica i una onada de comentaris d'odi a les xarxes socials el 2014 a partir del fet que va demanar que hom s'hi adrecés i s'hi referís de manera neutra, és a dir, sense marcar cap gènere. Per exemple, va manifestar estimar-se més el títol de «Professx» que el de «Professor» o el de «Professorin», les contraparts en masculí i femení en alemany.
El 2020, Hornscheidt va presentar una apel·lació al Tribunal Constitucional d'Alemanya després que el Tribunal Federal de Justícia afirmés que no era possible d'eliminar-li la marca de gènere en el certificat de naixement sense un procés determinat per la llei Transsexuellengesetz, que implicava sine qua non el consens d'opinió entre dos psicòlegs experts respecte de si era veritablement trans.

## Obra selecta
- Hornscheidt, Lann. Die sprachliche Benennung von Personen aus konstruktivistischer Sicht. Genderspezifizierung und ihre diskursive Verhandlung im heutigen Schwedisch (en alemany), 2006. ISBN 978-3-11-018526-3.
- Hornscheidt, Lann; Walgenbach, Katharina; Dietze, Gabriele; Palm, Kerstin. Gender als interdependente Kategorie. Neue Perspektiven auf Intersektionalität, Diversität und Heterogenität (en alemany).  Verlag Barbara Budrich, 2007. ISBN 978-3-86649-871-6.
- Hornscheidt, Lann. Sweden - the world's most feminist society: An analysis of current Swedish media debates and person appellation forms as a tool within CDA (en anglès).  Journal of Language and Politics, 2008.
- Hornscheidt, Lann. Gender resignifiziert. Schwedische (Aus)Handlungen in und um Sprache (en alemany).  Universitat Humboldt de Berlín. ISBN 978-3-932406-29-4.
- Hornscheidt, Lann. Adibeli Nduka-Agwu. Rassismus auf gut Deutsch. Ein kritisches Nachschlagewerk zu rassistischen Sprachhandlungen (en alemany).  Frankfurt del Main: Brandes & Apsel Verlag, 2010. ISBN 978-3-86099-643-0.
- Hornscheidt, Lann. Hanna Acke, Gisa Marehn, Ines Jana. Schimpfwörter – Beschimpfungen – Pejorisierungen. Wie in Sprache Macht und Identitäten verhandelt werden (en alemany).  Frankfurt del Main: Brandes & Apsel Verlag, 2011. ISBN 978-3-86099-684-3.
- Hornscheidt, Lann. feministische w_orte. ein lern-, denk- und handlungsbuch zu sprache und diskriminierung, gender studies und feministischer linguistik.  Frankfurt del Main: Brandes & Apsel Verlag, 2012. ISBN 978-3-86099-948-6.
- Hornscheidt, Lann. Zu Lieben. Lieben als politisches Handel (en alemany).  Berlín: w_orten & meer, 2018. ISBN 978-3-945644-14-0.
- Hornscheidt, Lann; Oppenländer, Lio. Exit gender. Gender loslassen und strukturelle Gewalt benennen: eigene Wahrnehmung und soziale Realität verändern (en alemany).  Berlín: w_orten & meer, 2019. ISBN 978-3-945644-17-1.